# Blumau (Gemeinde Maria Neustift)
Blumau ist eine Ortslage in den Ybbstaler Alpen in Oberösterreichischen Ennstal in Oberösterreich wie auch Katastralgemeinde der Gemeinde Maria Neustift im Bezirk Steyr-Land.

## Geographie
Der Ort befindet sich um die 15 Kilometer südöstlich von Steyr, nordwestlich von Maria Neustift, direkt an der niederösterreichischen Grenze. Die Streusiedlung Blumau liegt auf 460–710 m ü. A. Höhe links (westlich) im Kleinramingtal am oberen Ramingbach, der hier den Grenzbach bildet, und in Steyr zur Enns geht. Sie erstreckt sich am Nordabhang des Spadenbergs (1000 m ü. A.) und ist zum Rest der Gemeinde, der sich zum Ennstal bei Großraming hin öffnet, etwas abgelegen.
Die Ortslage umfasst um die 110 Adressen mit etwa 400 Einwohnern, davon die knappe Hälfte im Ort Sulzbach am Ramingbach, der Rest verstreut im Tal und an den Berghängen.
Die entsprechende Katastralgemeinde Blumau hat 1.096 Hektar.
| Kleinraming (KG) ∗ Ebersegg (beide Gem. St. Ulrich b.Steyr) |                                             | Kirnberg (KG) Kürnberg-Zerstreute Häuser (beide Gem. St. Peter i.d. Au, Bez. Amstetten, NÖ) |
| Großkohlergraben (Gem. St. Ulrich b.Steyr)                  | Kompassrose, die auf Nachbargemeinden zeigt |                                                                                             |
| Pechgraben Neustiftgraben (KG) (beide Gem. Großraming)      | Buchschachen (Ort u. KG)                    | Maria Neustift                                                                              |

∗ Die vereinzelten Häuser talauswärts gehören zur Ortschaft Kleinraming

## Geschichte
1280 wurde die Gegend Neustift ein freies Amt des Benediktinerstifts Garsten. Der Ort ist schon 1313 mit 5 Häusern urkundlich. Die Bevölkerung wächst stetig, Sulzbach ist eine Neubildung ab dem späteren 19. Jahrhundert. Die eigenständige Ortschaft wird seit Anfang der 2000er nicht mehr geführt.

## Nachweise
- 41510 – Maria Neustift. Gemeindedaten der Statistik Austria

1. 1 2  
Kurt Klein (Bearb.): Historisches Ortslexikon. Statistische Dokumentation zur Bevölkerungs- und Siedlungsgeschichte. Hrsg.: Vienna Institute of Demography [VID] d. Österreichische Akademie der Wissenschaften. Salzburg Teil 2, Maria Neustift: Blumau
, S. 78 (Onlinedokument, Erläuterungen. Suppl.; beide PDF – o.D. [aktual.]).
Spezielle Quellenangaben: 1313: Lf. Urbar für die Herrschaft Steyr. nach Dopsch Alfons (Hrsg.): Die landesfürstlichen Urbare Nieder- und Oberösterreichs aus dem 13. und 14. Jahrhundert. Österr. Urbare I/1, 1904. •
1869 und später: Statistische Central-Commission/Bundesamt für Statistik/Österreichisches Statistisches Zentralamt/Statistik Austria (Hrsg.): Ortsverzeichnis. (Ergebnisse der Volkszählungen, ab 2011 Registerzählungen).